# 布吒婆楼经
《布吒婆楼经》，南传上座部佛教《巴利文大藏经》中的长部第九部经。

## 介绍
佛陀在舍卫城给孤独园时，有一位造访末梨园，其中聚集以布吒婆楼为首的游方僧。其向佛陀提出“想灭”问题，佛陀解释通过戒定慧可达到此境界。后布吒婆楼问到灵魂、生命与身体的关系。佛陀告诉其说，这些问题并无意义，并无助于离欲、灭寂与涅槃，并以四谛做解释。布吒婆楼听后表示叹服，并皈依三宝，成为优婆塞。
该经在汉传佛教的《大正新修大藏经》中对应经典为《長阿含經·布吒婆樓經》（第1部第109卷）。